# Жидеєвка
Жидеєвка (рос. Жидеевка) — село в Желєзногорському районі Курської області Російської Федерації.
Населення становить 55 осіб. Входить до складу муніципального утворення Ришковська сільрада.

## Історія
Населений пункт розташований на території українського етнічного та культурного краю Східна Слобожанщина.
Від 2004 року входить до складу муніципального утворення Ришковська сільрада.

## Населення
| 1862 | 1877 | 1897 | 1905 | 1979 | 2002 | 2010 |
| ---- | ---- | ---- | ---- | ---- | ---- | ---- |
| 666  | ↗820 | ↘636 | ↘626 | ↘235 | ↘81  | ↘55  |